# クイーン・シャーロット・コテージ

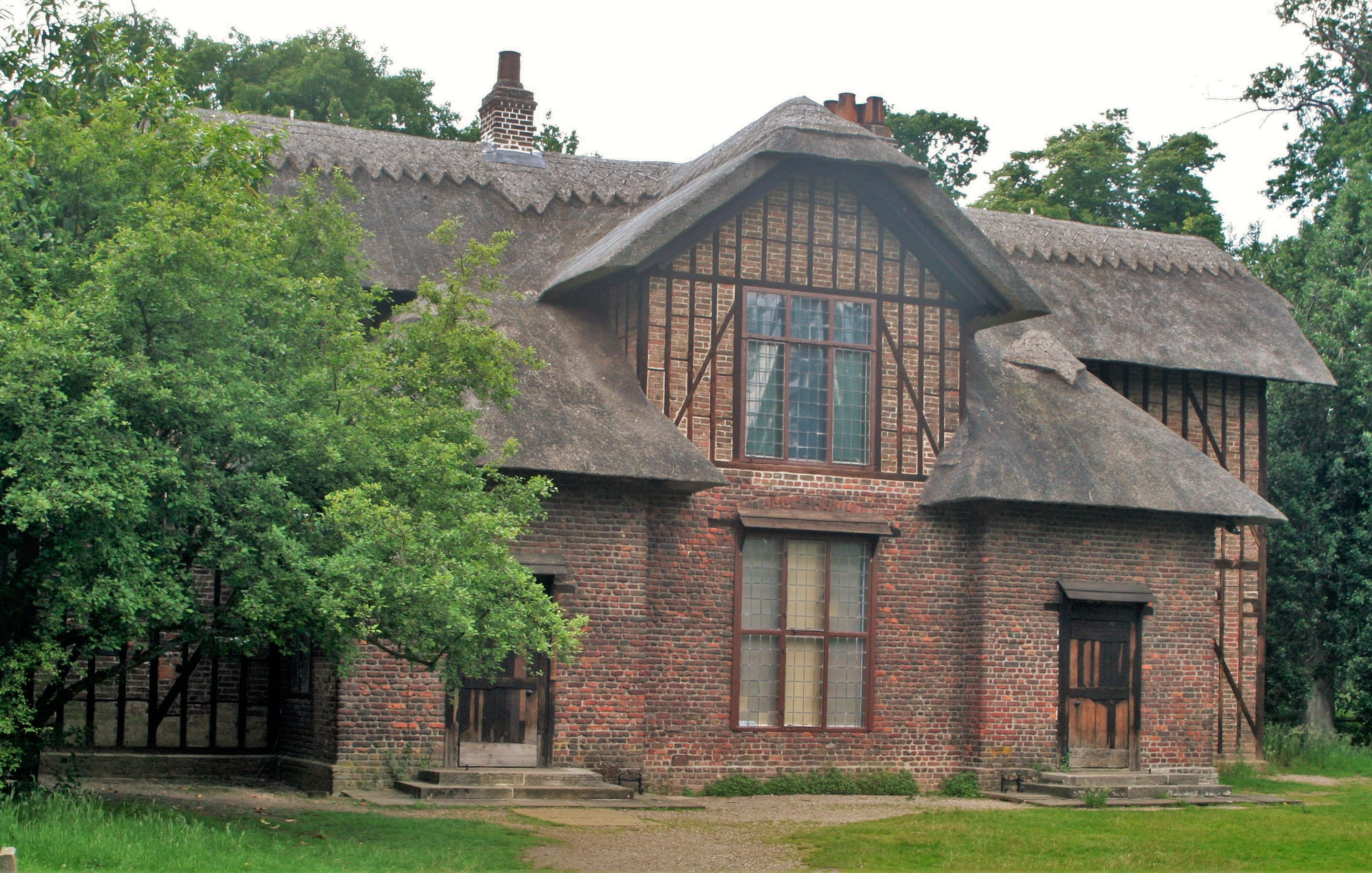
クイーン・シャーロット・コテージ

クイーン・シャーロット・コテージ（Queen Charlotte's Cottage）は、ロンドンを流れるテムズ川沿い、リッチモンド・アポン・テムズ区にあるキューガーデンズ敷地内に建てられた18世紀の装飾コテージ。このコテージはイギリス国王ジョージ3世の王妃シャーロットの指揮の許で建設され、コテージの名は王妃の名に由来している。1772年以降、コテージはイングランドの第2*級指定建築物に指定される。なお、このコテージはヒストリック・ロイヤル・パレスによって管理されており、一般にも公開されている。

## キューガーデンズでのシャーロット王妃
ジョージ3世の母であるオーガスタ皇太子妃は生涯の殆どをキューガーデンズで過ごした。父親のフレデリック王太子同様に息子のジョージ3世も農業に興味を示した。これら2つの要因が起因となって、毎年夏にはジョージ3世と王妃シャーロットはキューガーデンズにあるリッチモンド・ロッジで過ごすようになり、現在この場所はキュー宮殿と呼ばれている。これらが発端となって、今は彼女の名前を冠するこのコテージを建てることをシャーロット王妃は決意したのである。

## デザイン
この装飾コテージは18世紀末と19世紀初頭における素朴な様式のコテージ運動に由来している。このようなコテージは意図的に素朴な様式にしなければならず、一般的には細かい装飾が施された木組みが施され、形の整っている草ぶき屋根が特徴的である。平屋の1階建てもまた典型的ではあるが、2階建ての平屋は確認されていない。

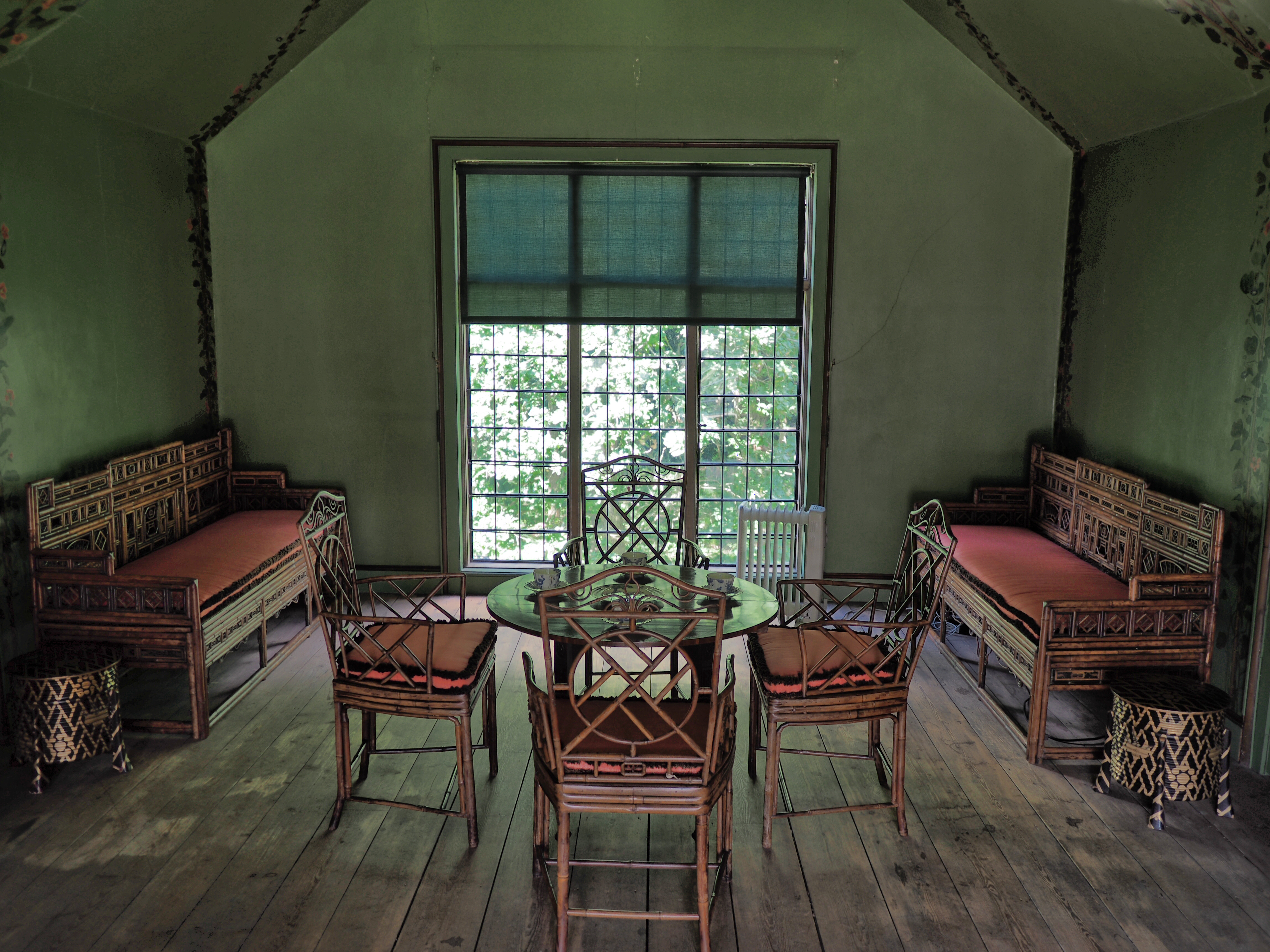
ヘッセン＝ホンブルク伯妃エリーザベトが描いた絵で彩られたピクニック室

1772年に建てられたクイーン・シャーロット・コテージは装飾コテージの初期の例のひとつである。壁に煉瓦を埋める木造骨組みのデザインになっており、これはシャーロット王妃の幼少期を思い起こさせるような北ドイツ特有の建築様式に起因すると考えられている。屋根はわら葺きで、質素な扉は木製のラッチ錠付きの粗板で造られている。コテージ用に大きく製作された窓は鉛製の窓枠がついており、17世紀の枠を再利用したものである。装飾コテージにしては内部の方は通常よりも凝った造りになっている。1階には版画室、2階にはピクニック室という2つの主要部屋があり、片持ち梁を用いた階段で結ばれている。ピクニック室に描かれた絵は、19世紀初頭にヘッセン＝ホンブルク伯妃エリーザベトが東屋の内部を描いたものである（画家フランツ・バウアーから植物のデッサンを教わっていた）。
このコテージに関する最古の記述は1774年であり、コテージのデザインがシャーロット自身に帰属するというものである。王妃自身が建築費用を負担したため、国王手許金に関する資料に記録されているのだが、その資料の所在は不明のままである 。ウィリアム・チェンバーズ（1762年、オーガスタ王女のためにグレート・パゴダやキューガーデンズに多くの建物を設計した人物）が王妃のアイデアを建築家の設計に反映させたとする証拠も残されている。1805年、クイーン・シャーロット・コテージはわら葺き屋根を持つ木骨構造2階建てに拡張された。
屋根葺き材はヨシであり、カヤツリグサ科の植物の模様が入った屋根に使われる本来の材料である。このコテージにはスプリンクラー装置が設置されており、所々で藁ぶき屋根を突き破っている。最近の藁ぶき屋根の葺き替えはバーズリー & ブラウン社（Bardsley & Brown Ltd.）が請け負った。

## 話題
1792年以降、1806年に植物学者のウィリアム・タウンゼント・エイトンの手により花園に切り替えられるまで、シャーロット王妃は裏手の放牧地でカンガルーを飼育していた。

## 一般開放
ジョージ3世の孫であるヴィクトリア女王がこのコテージを訪れることは滅多になかったが、女王の治世の間はずっと家政婦が管理を行っていた。作家のサー・アーサー・ヘルプスは王室より無料で住居を貸与される制度で、1867年から亡くなる1875年までこのコテージで暮らした。1898年、ヴィクトリア女王は前年に行われた自身のダイヤモンド・ジュビリーを記念して、コテージとキュー宮殿を一般大衆向けに公開した。コテージの贈与は敷地が未開墾の状態にあることが条件であった。現在、コテージやキュー宮殿はグレート・パゴダと同様にヒストリック・ロイヤル・パレスにより管理され、一般に開放されている。
2021年10月、政府の文化復興基金により3500万ポンドがイングランド国内の142ケ所に投入され、この建物はその資金提供対象となる施設のひとつとなった。